# Chhatarpur
Chhatarpur é uma cidade e um município no distrito de Chhatarpur, no estado indiano de Madhya Pradesh.

## Geografia
Chhatarpur está localizada a 24° 54′ N, 79° 36′ L. Tem uma altitude média de 305 metros (1000 pés).

## Demografia
Segundo o censo de 2001, Chhatarpur tinha uma população de 99 519 habitantes. Os indivíduos do sexo masculino constituem 53% da população e os do sexo feminino 47%. Chhatarpur tem uma taxa de literacia de 69%, superior à média nacional de 59,5%; com a literacia masculina sendo de 75% e a literacia feminina sendo de 62%. 15% da população está abaixo dos 6 anos de idade.